# Hermanos de Jesús
Los hermanos de Jesús (griego: ἀδελφοὶ, translit. adelphoi, lit. 'hermanos') son mencionados en algunos pasajes del Nuevo Testamento, y, especialmente, en los evangelios canónicos —en concreto, dos veces en el Evangelio de Mateo, dos en el Evangelio de Marcos, una en el Evangelio de Lucas y dos en el Evangelio de Juan—. Dado que la existencia de hermanos carnales de Jesús de Nazaret entra en contradicción con el dogma de la virginidad perpetua de María, que mantienen algunas confesiones cristianas, existe un debate entre filólogos y biblistas de diferentes confesiones cristianas sobre cómo deben ser interpretados los textos que hacen referencia a los hermanos de Jesús. El debate está muy condicionado por las diferentes creencias religiosas de los participantes.
Desde el punto de vista filológico, no hay razón alguna para suponer que Jesús no tuvo hermanos. Sin embargo, desde el punto de vista de la interpretación bíblica no puede excluirse la posibilidad de que se trate de medios hermanos hijos de José de un matrimonio anterior, o de primos. La Iglesia católica y la Iglesia ortodoxa mantienen la doctrina de la perpetua virginidad de María; los primeros líderes protestantes, incluido el fundador de la Iglesia luterana, Martín Lutero, y el teólogo reformado Ulrico Zuinglio, también sostuvieron esto, de la misma manera John Wesley, uno de los fundadores del metodismo. Juan Calvino también creía que era posible que María permaneciera virgen, pero creía que la evidencia bíblica no era concluyente. Los católicos, la mayoría de los anglicanos, luteranos, metodistas y reformados, siguiendo a Jerónimo, concluyen que los adelphoi eran primos de Jesús, hijos de la hermana de María, que se suele identificar con María de Cleofás, mientras que los ortodoxos orientales, siguiendo a Eusebio y Epifanio, argumentan que fueron hijos de José de un matrimonio anterior. El resto de las demás denominaciones protestantes no creen en la perpetua virginidad de María sosteniendo que los adelphoi eran hijos de José y María.

## Menciones en el Nuevo Testamento
En ciertos pasajes del Nuevo Testamento se habla de forma explícita de hermanos (en griego αδελφοί) de Jesús. A continuación se hace mención de estos pasajes con sus respectivas referencias bíblicas: 

### Evangelios sinópticos
Los evangelios sinópticos contienen dos pasajes que mencionan a hermanos de Jesús:
- En Marcos 3:31-35 se dice lo siguiente:

Καὶ ἔρχονται ἡ μήτηρ αὐτοῦ καὶ οἱ ἀδελφοὶ αὐτοῦ καὶ ἔξω στήκοντες ἀπέστειλαν πρὸς αὐτὸν καλοῦντες αὐτόν. καὶ ἐκάθητο περὶ αὐτὸν ὄχλος, καὶ λέγουσιν αὐτῷ. Ἰδοὺ ἡ μήτηρ σου καὶ οἱ ἀδελφοί σου ἔξω ζητοῦσίν σε. καὶ ἀποκριθεὶς αὐτοῖς λέγει Τίς ἐστιν ἡ μήτηρ μου καὶ οἱ ἀδελφοί; καὶ περιβλεψάμενος τοὺς περὶ αὐτὸν κύκλῳ καθημένους λέγει Ἴδε ἡ μήτηρ μου καὶ οἱ ἀδελφοί μου: ὃς ἂν ποιήσῃ τὸ θέλημα τοῦ θεοῦ, οὗτος ἀδελφός μου καὶ ἀδελφὴ καὶ μήτηρ ἐστίν.
Entre tanto, llegaron sus hermanos y su madre y, quedándose afuera, enviaron a llamarlo. Entonces la gente que estaba sentada alrededor de él le dijo: «Tu madre y tus hermanos están afuera y te buscan». Él les respondió diciendo: «¿Quiénes son mi madre y mis hermanos?» Y mirando a los que estaban sentados alrededor de él, dijo: «Aquí están mi madre y mis hermanos, porque todo aquel que hace la voluntad de Dios, ese es mi hermano, mi hermana y mi madre».

El pasaje aparece en los tres evangelios sinópticos: es recogido también en Mateo 12:47-50 y en Lucas 8:19-21.
- En Marcos 6:3, cuando Jesús se encuentra en Nazaret, la muchedumbre se maravilla al oírle predicar en la sinagoga, ya que se trata de su antiguo convecino, y se preguntan:

Οὐχ οὗτός ἐστιν ὁ τέκτων, ὁ υἱὸς τῆς Μαρίας καὶ ἀδελφὸς Ἰακώβου καὶ Ἰωσῆτος καὶ Ἰούδα καὶ Σίμωνος; καὶ οὐκ εἰσὶν αἱ ἀδελφαὶ αὐτοῦ ὧδε πρὸς ἡμᾶς; καὶ ἐσκανδαλίζοντο ἐν αὐτῷ.
«¿No es este el carpintero, hijo de María, hermano de Santiago, de José, de Judas y de Simón? ¿No están también aquí con nosotros sus hermanas?» Y se escandalizaban de él.

El mismo pasaje aparece también en Mateo 13:55-56 donde se mencionan los mismos nombres de los hermanos de Jesús. En cambio, en Lucas 4:22 se omite la referencia a la madre y los hermanos de Jesús, quien es citado solo como «hijo de José».

### Evangelio de Juan
En el Evangelio de Juan, mayoritariamente considerado más tardío que los sinópticos, hay también pasajes que hacen referencia a la existencia de hermanos de Jesús:
- En Juan 2:12, se relata que Jesús fue de Caná a Cafarnaúm «con su madre, sus hermanos y sus discípulos».
- En Juan 7:3-10, durante la fiesta de los tabernáculos, Jesús es increpado por sus hermanos:

Εἶπον οὖν πρὸς αὐτὸν οἱ ἀδελφοὶ αὐτοῦ Μετάβηθι ἐντεῦθεν καὶ ὕπαγε εἰς τὴν Ἰουδαίαν, ἵνα καὶ οἱ μαθηταί σου θεωρήσουσιν [σοῦ] τὰ ἔργα ἃ ποιεῖς: οὐδεὶς γάρ τι ἐν κρυπτῷ ποιεῖ καὶ ζητεῖ αὐτὸς ἐν παρρησίᾳ εἶναι: εἰ ταῦτα ποιεῖς, φανέρωσον σεαυτὸν τῷ κόσμῳ. οὐδὲ γὰρ οἱ ἀδελφοὶ αὐτοῦ ἐπίστευον εἰς αὐτόν. λέγει οὖν αὐτοῖς ὁ Ἰησοῦς Ὁ καιρὸς ὁ ἐμὸς οὔπω πάρεστιν, ὁ δὲ καιρὸς ὁ ὑμέτερος πάντοτέ ἐστιν ἕτοιμος. οὐ δύναται ὁ κόσμος μισεῖν ὑμᾶς, ἐμὲ δὲ μισεῖ, ὅτι ἐγὼ μαρτυρῶ περὶ αὐτοῦ ὅτι τὰ ἔργα αὐτοῦ πονηρά ἐστιν. ὑμεῖς ἀνάβητε εἰς τὴν ἑορτήν: ἐγὼ οὔπω ἀναβαίνω εἰς τὴν ἑορτὴν ταύτην, ὅτι ὁ ἐμὸς καιρὸς οὔπω πεπλήρωται. ταῦτα δὲ εἰπὼν αὐτοῖς ἔμεινεν ἐν τῇ Γαλιλαίᾳ.
Y le dijeron sus hermanos: «Sal de aquí, y vete a Judea, para que también tus discípulos vean las obras que haces, porque ninguno que procura darse a conocer hace algo en secreto. Si estas cosas haces, manifiéstate al mundo». Ni aun sus hermanos creían en él. Entonces Jesús les dijo: «Mi tiempo aún no ha llegado, pero vuestro tiempo siempre está preparado. No puede el mundo odiaros a vosotros; pero a mí me odia, porque yo testifico de él, que sus obras son malas. Subid vosotros a la fiesta; yo no subo todavía a esa fiesta, porque mi tiempo aún no se ha cumplido». Y habiéndoles dicho esto se quedó en Galilea.

### Otros libros del Nuevo Testamento

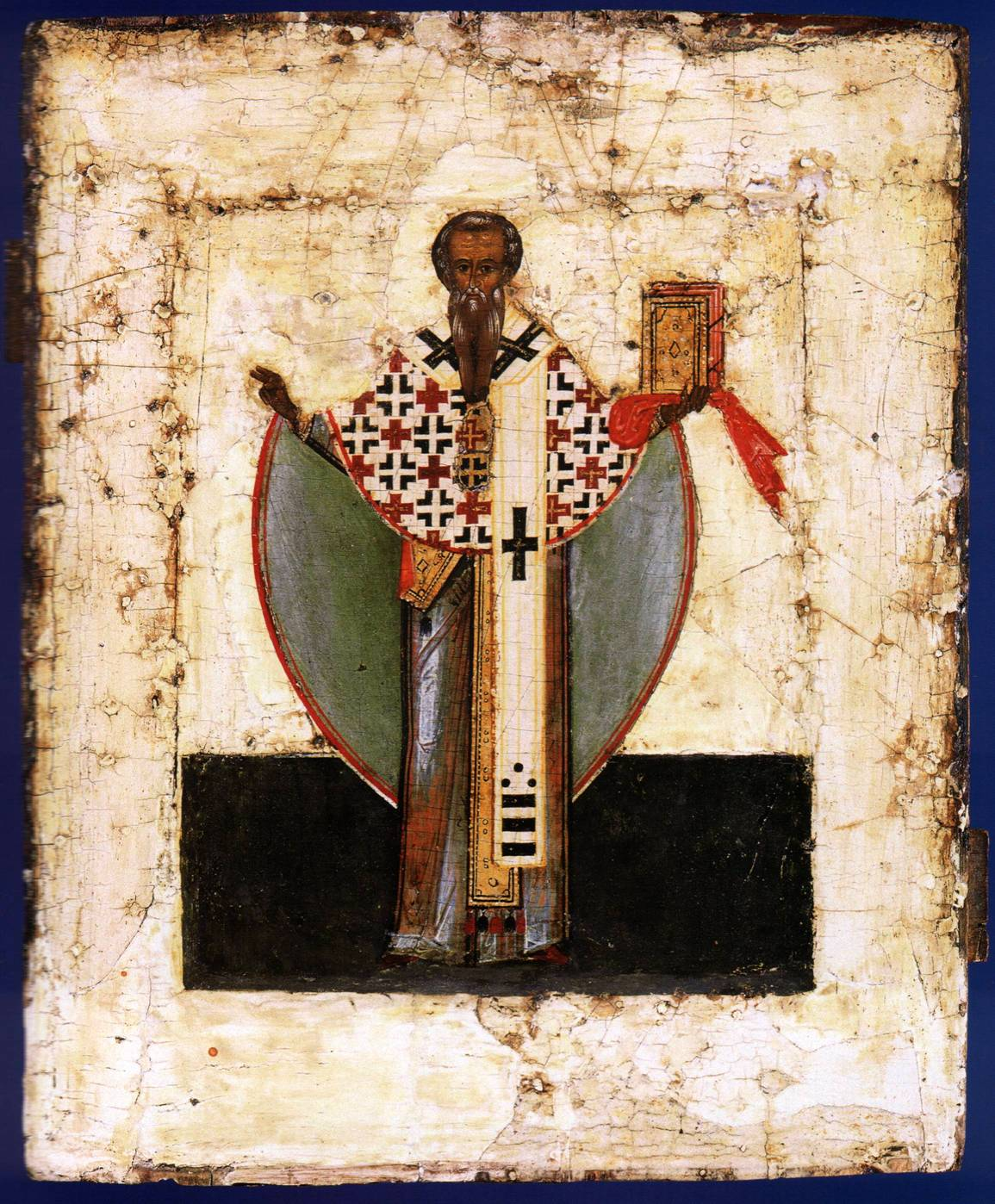
Santiago el Justo, considerado uno de los hermanos de Jesús en el Antiguo Testamento.

Los hermanos de Jesús son también mencionados, además de en los evangelios, en otros libros del Nuevo Testamento:
- En los Hechos de los Apóstoles (Hechos 1:14) se dice que los apóstoles «perseveraban unánimes en oración y ruego, con las mujeres, y con María la madre de Jesús, y con sus hermanos».

- En la Primera Epístola a los Corintios, Pablo de Tarso habla de los «hermanos del Señor» (1Corintios 9:5).

- En la Epístola a los Gálatas, también obra de Pablo de Tarso, se menciona a Santiago, «el hermano del Señor» (Galatas 1:19).

## El problema semántico

### El término en el griego del Nuevo Testamento
La etimología de la palabra griega para "hermano" (ἀδελφός adelphos) es "del mismo útero", a-delphys, aunque en el uso del Nuevo Testamento, el significado cristiano y judío de "hermano" es más amplio y se aplica incluso a miembros de la misma comunidad religiosa. En la Biblia, las palabras griegas adelphos y adelphe no estaban restringidas a su significado literal de "hermano" o "hermana", ni tampoco sus plurales.
El término adelphos se emplea en sentido literal para hacer referencia a un hermano consanguíneo, carnal —los dos progenitores en común— o medio hermano —un solo progenitor en común—. Por ejemplo, el término se utiliza para hacer referencia al parentesco que une a Santiago y Juan, los hijos de Zebedeo (Marcos 1:19, Marcos 3:17 y Marcos 5:37, y correspondientes); y también para la relación entre Antipas y Filipo, quienes, como se sabe por el historiador judío Flavio Josefo, eran ambos hijos de Herodes I el Grande, pero de diferentes madres (Marcos 6:17-18).
El término adelphos se utiliza en sentido figurado para hacer referencia a relaciones personales que no son de parentesco: en este sentido, se identifica como hermanos a los seguidores de Jesús (Marcos 3:35), a los cristianos (1Corintios 1:1 y 5:11) e incluso a todos los seres humanos (Hebreos 2:11-17).
Desde una fecha temprana, hubo diversas discusiones para interpretar si el término griego adelphos —aplicado en estas circunstancias a personas descritas como adelphoi (hermanos) de Jesús — significaba que eran hermanos completos, medio hermanos, hermanastros o primos. Para apoyar su punto de vista, el escritor cristiano del siglo IV, Helvidio, citó a Tertuliano y afirmó que los adelphoi eran hijos de María y José nacidos después de Jesús; Sin embargo, Jerónimo refutó que Tertuliano “no pertenecía a la Iglesia” y argumentó que los adelphoi eran primos de Jesús.
El término adelphos (hermano en general) es distinto de anepsios (primo, sobrino, sobrina). En sus escritos cristianos del siglo II, Hegesipo diferenciaba entre los que eran anepsioi o adelphoi de Jesús. Sin embargo, se ha argumentado que la palabra 'hermano' (adelphos) sí se usa para designar relaciones de parentesco más amplias en el caso de María de Nazaret y María de Cleofás, ya que a pesar de que ambas serían designadas como hermanas en Juan 19:25, en la cultura hebrea un matrimonio no colocaría el mismo nombre a dos de sus hijas carnales; y dado que Hegesipo escribió que José de Nazaret y Cleofás eran hermanos (convirtiendo a ambas mujeres en cuñadas) aquí "hermana" se estaría usando en el sentido de 'cuñada'. Además, el idioma nativo de Jesús y sus discípulos era el arameo (como en Mateo 27:46 y Marcos  5:41), que no podía distinguir entre un hermano o hermana de sangre y un primo. El arameo, como el hebreo bíblico, no contiene una palabra para "primo".
En arameo y hebreo, que se inclinaban a usar circunloquios para indicar relaciones de sangre, las personas a las que se hacía referencia como "hermanos de Jesús" no siempre implicaban la misma madre biológica.  Esta percepción es afirmada por eruditos y teólogos, quienes observan que Jesús fue llamado " el hijo de María", en lugar de "un hijo de María" en su lugar de nacimiento (Marcos 6:3).

### El término en la Biblia hebrea
En hebreo y arameo no existe una palabra con el significado preciso del español «primo», por lo cual el concepto se expresa recurriendo a circunloquios.
En el Antiguo Testamento, la palabra «hermano» (del hebreo: אח [aj]) se utiliza en algunos pasajes en el sentido de «primo» o «sobrino». En el Génesis Abrám (Abraham) le dice a Lot: «somos hermanos» (Génesis 13:8), cuando en realidad se trataba de su sobrino. Son, sin embargo, casos relativamente excepcionales, y en los que el contexto resuelve la posible ambigüedad. En concreto, solo hay un caso en la Biblia hebrea en que el término tenga el sentido de «primo»: se trata de 1Crónicas 23:21-22: «Hijos de Majlí: Eleazar y Quis. Eleazar murió sin tener hijos; sólo tuvo hijas, a las que los hijos de Quis, sus hermanos, tomaron por mujeres»; aquí son primos los que se casan, pero se les llama «hermanos». Tobías (8:7) desposa a su prima Sara refiriéndose a ella como «hermana». 
Cuando se realizó la traducción al griego del Antiguo Testamento, la llamada Biblia de los Setenta (siglos III-I a. C.) se tradujo el hebreo אח por el griego ἀδελφός (hermano). Por ese motivo, la palabra se utiliza, en esa ocasión al menos, con el significado de «primo» en el Antiguo Testamento.
En la época de Jesús, el hebreo no era una lengua hablada, sino solo religiosa y de cultura. La lengua más extendida era el arameo, otra lengua semítica: también en arameo, la palabra para «hermano» (aha) puede utilizarse con el sentido de «primo» o «sobrino».

## Relación de los hermanos de Jesús con María

#### Hijos de José y María
Una interpretación que se dio a las referencias a «hermanos de Jesús» los considera hijos del matrimonio formado por sus padres, José y María. Según esta interpretación, después del nacimiento de Jesús, concebido por obra del Espíritu Santo como se relata en Mateo 1:1-2:23 y Lucas 1:1-2:52, ambos esposos habrían mantenido relaciones conyugales y tenido varios hijos. Jesús sería, entonces, el hermano mayor.
Esta posición fue defendida por Tertuliano en el siglo II, más adelante, en el siglo IV, esta misma idea fue defendida por otro teólogo, Helvidio, que fue refutado por Jerónimo de Estridón. Sin embargo, según Pedrozo,  «la afirmación de que la posición de Helvidio gozó de antigüedad y un amplio apoyo no puede sostenerse», y lo único que se puede afirmar con seguridad es que Tertuliano en ninguna parte atacó explícitamente la idea de la virginidad posparto de María.
Esta posición es en la actualidad la dominante entre la mayoría de los cristianos protestantes, aunque solo desde el desarrollo de la teología liberal —Lutero, Calvino, Zuinglio y otros muchos de los iniciadores de la Reforma fueron defensores del dogma de la virginidad perpetua de María, como señala Raymond E. Brown, entre otros—.
Según J.P. Meier desde un punto de vista estrictamente filológico, no existe razón alguna para pensar que los hermanos y hermanas de Jesús no lo sean en el sentido convencional de la palabra, es decir, hijos biológicos de José y de María, y hermanos carnales de Jesús de Nazaret.
El punto de vista filológico resulta matizado o acotado por la interpretación bíblica de los textos del Nuevo Testamento, si se considera que la terminología semítica puede haber influido, al realizarse traducciones al griego de noticias tempranas sobre Jesús de Nazaret expresadas en arameo o en hebreo. Además del punto de vista filológico enfatizado por Meier, Joseph A. Fitzmyer señala la complejidad que significa el análisis bíblico de estos textos. Por ejemplo, resulta arduo imaginar por qué, durante la crucifixión de Jesús, se menciona en el Evangelio de Marcos a «María, la madre de Santiago el Menor y de José» (Marcos 15:40), «María, la madre de José» (Marcos 15:47) y «María, la madre de Santiago» (Marcos 16:1). Es difícil que el Evangelio de Marcos quiera referirse, con semejante rodeo retórico, a María, la madre de Jesús. Entonces, ya que no es improbable que Santiago y José, mencionadas en Marcos 15:40 sean las mismas personas que se mencionan en Marcos 6:3, no parece tan simple definir el grado de parentesco que implica el término adelphos precisamente en Marcos 6:3 y, en consecuencia, en Marcos 3:31-32, y consiguientemente en los textos paralelos de los Evangelios de Mateo y de Lucas.

#### Hijos de un matrimonio anterior de José
Meier sugiere que, para defender el dogma de la virginidad de María, madre de Jesús, antes y después del parto, surgió desde fecha relativamente temprana en los autores cristianos la idea de que los «hermanos de Jesús» mencionados en el Nuevo Testamento eran en realidad hijos de un matrimonio anterior de José de Nazaret. Eran, por tanto, hijos biológicos de José, pero no de María, quien habría permanecido virgen hasta su muerte. Desde el punto de vista cristiano, ya que Jesús no fue en realidad hijo biológico de José, sino solo de María, estos hermanos lo habrían sido solo desde el punto de vista legal, como hijos de José, pero no tendrían ningún vínculo de parentesco real con Jesús. Epifanio de Salamis en su obra Panarion menciona que José fue padre de Santiago y de sus tres hermanos (José, Simeón, Judá) y dos hermanas (una Salomé y una María) o (una Salomé y una Ana) con Santiago siendo el hermano mayor. Santiago y sus hermanos no eran hijos de María, sino hijos de José de un matrimonio anterior. Después de la muerte de la primera esposa de José, muchos años después, cuando tenía ochenta años, "tomó a María (madre de Jesús)". Según Epifanio, las Escrituras los llaman "hermanos del Señor" para confundir a sus oponentes.
La idea, sin embargo, es bastante más antigua ya que se remonta al menos al siglo II. Está presente ya en un evangelio apócrifo conocido como Protoevangelio de Santiago, en el que se defiende la virginidad de María, antes y después del parto y afirma que José era viudo, con hijos, en el momento en que María le fue confiada a su cuidado. También se encuentra en otros evangelios apócrifos del siglo II, como el Evangelio de la infancia de Tomás. Orígenes menciona un Evangelio de Pedro (no está claro si se trata del mismo Evangelio de Pedro del que han llegado hasta nosotros algunos fragmentos), según el cual «los hermanos de Jesús serían los hijos de José, nacidos de una primera mujer que él habría tenido antes de María».
El libro apócrifo La Historia de José el Carpintero, escrito en el siglo V y enmarcado como una biografía de José dictada por Jesús, describe cómo José tuvo una esposa antes de María con la que tuvo seis vástagos, cuatro hijos y dos hijas. Los nombres de los hijos eran Judas, Justo, Santiago y Simón, y los de las hijas eran Asia y Lidia. Según ese relato, los llamados hermanos de Jesús serían hijos de José de un matrimonio anterior.
La Enciclopedia Católica, citando los textos contenidos en los libros apócrifos, escribe que José tuvo seis hijos (2 mujeres y 4 hombres) con un matrimonio anterior a María, quien al quedar viudo desposaría a María:

Cuando contaba con cuarenta años de edad, José desposó a una mujer llamada Melcha o Escha para algunos, Salomé para otros, con quien convivió cuarenta y nueve años y con quien tuvo seis chicos, dos hijas y cuatro hijos, el menor de los cuales fue Santiago (el Menor, llamado “el hermano del Señor”). Un año después de la muerte de su esposa, cuando los sacerdotes anunciaron por toda la Judea que ellos deseaban encontrar en la tribu de Judá algún hombre respetable para desposar a María, de entonces doce a catorce años de edad, José, quien ya tenía en dicho momento noventa años, fue a Jerusalén entre los candidatos, un milagro manifestó la elección de José realizada por Dios, y dos años después la Anunciación tuvo lugar.

El Evangelio del pseudo-Mateo, que probablemente fue escrito en el siglo VII, establece que los hermanos de Jesús fueron hijos de un matrimonio anterior de José.

José comenzó a hablar con timidez, diciendo: Soy un hombre viejo, y tengo hijos; ¿Por qué me entregan esta jovencita, que es más joven que mis nietos? (...) Y en cierto día, José llamó a su hijo primogénito, Santiago, y lo envió al huerto a recoger verduras (...) Y José, que había venido a una fiesta con sus hijos, Santiago, José, Judas, y Simeón y sus dos hijas, también asistía Jesús, con María, su madre, junto con su hermana María de Cleofás.

Esta es la posición tradicional en las iglesias orientales, y especialmente en la Iglesia ortodoxa. Desde el punto de vista filológico, es una interpretación posible, ya que, ciertamente, el término griego para «hermano» podía significar también «medio hermano», es decir, persona que, con respecto a la otra, tiene solo un progenitor común. En Marcos 6:17-18, y correspondientes, se usa el término para hacer referencia a dos medio hermanos, Antipas y Filipo, que solo tenían un progenitor en común, el rey Herodes I el Grande.

#### Primos de Jesús
La interpretación de que los hermanos de Jesús citados en el Nuevo Testamento son en realidad sus primos es bastante tardía. Su principal defensor fue, ya en el siglo IV, san Jerónimo, en su obra Adversus Helvidium (Contra Helvidio), que tiene una intención apologética: se trata de refutar la opinión de un autor llamado Helvidio, quien citando a Tertuliano, afirma que los hermanos de Jesús eran hijos biológicos de José y de María. Jerónimo respondió que Tertuliano "no pertenece a la Iglesia". Jerónimo centra su argumentación en el uso que del término adelphos se hace en la primera traducción al griego de la Septuaginta, aduciendo varios ejemplos en que el término adelphos se utiliza para designar relaciones entre tío y sobrino (Abraham y Lot; Jacob y Labán en Genesis 29:12), o entre primos (1Crónicas 23:21-22). Este último es el único caso, en toda la Biblia, en que el término se utiliza, fuera de toda duda, para expresar una relación entre primos. Está claro, en cualquier caso, que no es usual, aunque tampoco ausente el empleo de la palabra adelphos con el significado de primo en la traducción griega del Antiguo Testamento, por lo que esta interpretación, común hasta hoy en medios católicos, resulta improbable para algunos estudiosos contemporáneos, entre los que se encuentra John P. Meier.
Jerónimo también argumentó que estos adelphos eran hijos de la hermana de María, María de Cleofás.  El Diccionario Oxford de la Iglesia Cristiana menciona que un erudito moderno, a quien no identifica, ha propuesto que estos adelphos eran hijos de Cleofás (el hermano de José según Hegesipo) y de María, la esposa de Cleofás (no necesariamente refiriéndose a la hermana de la madre de Jesús).
Según un fragmento atribuido a la obra Exposición de los Dichos del Señor del Padre Apostólico Papías de Hierápolis, quien vivió alrededor del año 70-163 d. C., "María la esposa de Cleofás o Alfeo" sería la madre de Santiago el Justo, Simón, Judas (identificado como Judas el Apóstol) y José. El teólogo anglicano J.B. Lightfoot descartaría la evidencia de Papías como espuria, ya que la cita pertenecía en realidad a su homónimo Papías de Lombardía, procedente de su Elementarium Doctrinae Rudimentum, del siglo XI.
Esta es la posición históricamente predominante en la tradición católica. En la actualidad cuenta entre sus defensores a los especialistas que integran la Escuela bíblica y arqueológica francesa de Jerusalén, José María Cabodevilla, Brant J. Pitre, y otros autores.
|       |       |       |       |       |       |  |  |      |      |      |      |      |      | Jacob |  |                   |                   |                   |                   |                   |                   |         |         |         |         |         |         |       |       |                  |                  |                  |                  |                  |                  |       |       |       |       |  |  |
|       |       |       |       |       |       |  |  |      |      |      |      |      |      |       |  |                   |                   |                   |                   |                   |                   |         |         |         |         |         |         |       |       |                  |                  |                  |                  |                  |                  |       |       |       |       |  |  |
|       |       |       |       |       |       |  |  |      |      |      |      |      |      |       |  |                   |                   |                   |                   |                   |                   |         |         |         |         |         |         |       |       |                  |                  |                  |                  |                  |                  |       |       |       |       |  |  |
| María | María | María | María | María | María |  |  | José | José | José | José | José | José |       |  |                   |                   |                   |                   |                   |                   | Cleofás | Cleofás | Cleofás | Cleofás | Cleofás | Cleofás |       |       | María de Cleofás | María de Cleofás | María de Cleofás | María de Cleofás | María de Cleofás | María de Cleofás |       |       |       |       |  |  |
| María | María | María | María | María | María |  |  | José | José | José | José | José | José |       |  |                   |                   |                   |                   |                   |                   | Cleofás | Cleofás | Cleofás | Cleofás | Cleofás | Cleofás |       |       | María de Cleofás | María de Cleofás | María de Cleofás | María de Cleofás | María de Cleofás | María de Cleofás |       |       |       |       |  |  |
|       |       |       |       |       |       |  |  |      |      |      |      |      |      |       |  |                   |                   |                   |                   |                   |                   |         |         |         |         |         |         |       |       |                  |                  |                  |                  |                  |                  |       |       |       |       |  |  |
|       |       |       |       |       |       |  |  |      |      |      |      |      |      |       |  |                   |                   |                   |                   |                   |                   |         |         |         |         |         |         |       |       |                  |                  |                  |                  |                  |                  |       |       |       |       |  |  |
| Jesús | Jesús | Jesús | Jesús | Jesús | Jesús |  |  |      |      |      |      |      |      |       |  | Santiago el Menor | Santiago el Menor | Santiago el Menor | Santiago el Menor | Santiago el Menor | Santiago el Menor | José    | José    | José    | José    | José    | José    | Simón | Simón | Simón            | Simón            | Simón            | Simón            | Judas            | Judas            | Judas | Judas | Judas | Judas |  |  |

## Ausencia de los hermanos de Jesús
Hay algunos pasajes significativos en las Escrituras donde no aparecen los hermanos o hermanas de Jesús, por ejemplo, cuando Jesús se perdió en el templo y durante su crucifixión. Esto se argumenta para apoyar la opinión de que los llamados «hermanos de Jesús» no son hermanos de sangre, aunque algunos autores lo rechazan.
- El Evangelio de Lucas relata la visita de María, José y Jesús al templo de Jerusalén cuando Jesús tenía 12 años (Lucas 2:41-51), pero no menciona a ningún hermano. Robert Eisenman cree que Lucas trató de minimizar la importancia de la familia de Jesús por cualquier medio posible, eliminando a Santiago y los hermanos de Jesús del registro del Evangelio. En cambio, Karl Keating argumenta que María y José se apresuraron sin dudarlo a regresar directamente a Jerusalén cuando se dieron cuenta de que Jesús estaba perdido, lo que seguramente habrían pensado dos veces antes de hacerlo si hubiera otros niños (hermanos de Jesús) que cuidar.

- El Evangelio de Juan registra algunas palabras de Jesús en la cruz, entre ellas: «Mujer, ahí tienes a tu hijo» y «¡Ahí tienes a tu madre!» (Juan 19:26-27). Luego se señala: «y desde aquella hora el discípulo la recibió en su propia casa». Desde la época de los Padres de la Iglesia, esta afirmación se ha utilizado para razonar que después de la muerte de Jesús no hubo otros hijos biológicos que cuidaran de María, y que tuvo que ser confiada al «discípulo amado». Constantine Zalalas argumenta que habría sido contra la costumbre judía que Jesús entregara a su madre al cuidado del discípulo si María tuviese otros hijos vivos, porque el hijo mayor siempre asumía la responsabilidad de su madre. Karl Keating escribió: «Es difícil imaginar por qué Jesús hubiera desatendido los lazos familiares y hubiera hecho esta provisión para su madre si estos cuatro [Santiago, José, Simón, Judas] fueran también sus hijos». El papa Juan Pablo II comentó que el mandato «¡He ahí a tu hijo!» fue la encomienda del discípulo a María para llenar el vacío maternal dejado por la muerte de su único hijo en la cruz.

## Estudio conjunto católico-protestante
En 1978 fue publicado en inglés un libro titulado Mary in the New Testament : a collaborative assessment by Protestant and Roman Catholic scholars (Filadelfia: Fortress Press), que fue traducido al español y publicado en 1986 por Ediciones Sígueme (Salamanca). El subtítulo del libro, «Una evaluación conjunta de eruditos protestantes y católicos romanos», denota claramente cierta ambición ecuménica y colaborativa, que se corrobora con la participación de un total de doce especialistas, tanto católicos como protestantes. El libro analiza in extenso todos los pasajes de la Biblia sobre el tema. Los cuatro autores de renombre internacional que encabezaron la preparación definitiva llegaron a cuatro conclusiones sobre la identificación de los «hermanos y hermanas de Jesús» mencionados en el Nuevo Testamento:
- La «virginidad perpetua de María» después del nacimiento de Jesús no es una cuestión planteada directamente por el Nuevo Testamento.

- Cuando esa cuestión se planteó en la historia posterior de la Iglesia, fue esa pregunta la que hizo que se enfocara la atención en la relación exacta de los «hermanos» (y «hermanas») con Jesús.

- Enfocada la atención sobre ellos, no puede decirse que el Nuevo Testamento los identifique, más allá de toda duda, como «hermanos y hermanas de Jesús en sentido estricto», es decir, como «hermanos y hermanas de sangre de Jesús» y por lo tanto como «hijos de María».

- La solución preferida por cada estudioso, especialista o erudito dependerá en parte de la autoridad que le otorgue a las ideas posteriores de la Iglesia (es decir, de cada denominación cristiana). Se trata, pues, de un problema de índole eclesial, y no solo bíblico o filológico.

De allí se desprenden dos puntos:
- El texto bíblico permite identificar a los llamados “hermanos y hermanas”, tanto como hermanos de sangre de Jesús o como otros tipos de parientes cercanos. Así, los exégetas pueden aceptar la virginidad posparto de María (es decir, después del nacimiento de Jesús) -en el sentido literal de la palabra- o rechazarla, sin tener que renunciar a su integridad intelectual. Se reconoce que ambas interpretaciones están en consonancia con las Escrituras.

- En segundo lugar, y dado que ambas interpretaciones son bíblicamente legítimas, los lectores verán en los «hermanos y hermanas de Jesús» a «hermanos» o a «parientes cercanos», dependiendo principalmente de la tradición eclesial a la que pertenecen y de la forma en que se relacionan con esa tradición.

Como comentó Raymond E. Brown:

El tema de si los hermanos de Jesús eran hijos de María apenas reviste importancia en el estudio del Nuevo Testamento, pero se trata de un relato bíblico con el que muchos se enfrentan en sus vidas y es algo que les deja perplejos.[…]

Dada mi condición de sacerdote católico, a mis charlas asisten más católicos que protestantes o judíos […] Sin embargo, como durante muchos años he dado clases en un seminario de mayoría protestante, me he dado cuenta de que muchos temas, aun tratados desde una perspectiva católica, preocupan a los demás precisamente porque viven en contacto con católicos. Anteriormente hice referencia a la pregunta de si María tuvo más hijos o permaneció virgen. Los protestantes me hacen a menudo esta pregunta porque desean saber cómo puede defender un católico especializado en estudios bíblicos una visión de María que, según ellos, resulta ajena a la Biblia.

[…] acepto las enseñanzas de la Iglesia católica; con todo, confío también que quedará igualmente claro que lo que intento es exponer los datos bíblicos lo más objetivamente posible, dejando claro dónde acaba el dato bíblico y dónde añade nuevos matices la interpretación de la Biblia en las diferentes etapas de la vida de la Iglesia. Si el dato bíblico resulta ambiguo en sí mismo, todos, en mi opinión, lo deben saber. No veo razón alguna para que los cristianos de las distintas Iglesias no se pongan de acuerdo en qué dice la Biblia y en qué querían decir quienes escribieron las Sagradas Escrituras (hasta donde puede alcanzar un estudio científico del tema). Inevitablemente no se pondrán de acuerdo sobre el significado de la Biblia en diversos aspectos de la vida de la Iglesia, pero entonces aparecerá con mayor claridad en qué consiste esa discrepancia. Lo más corriente será que pongan en discusión lo que no aparece claro en las Escrituras y sobre lo que se ha tomado, con el paso de los tiempos, distintas posiciones. Eso ayuda a eliminar de los debates cristianos internos la acusación de que una de las partes no es bíblica; lo más frecuente es que una misma cita bíblica se interprete de distintas maneras, lo que no impide que ambas partes, desde su propio punto de vista, se mantengan fieles a la Biblia.